# أنجل تشيانغ
أنجل تشيانغ (بالصينية: 蔣家旻) هي ممثلة صينية، ولدت في 9 سبتمبر 1989 في الصين.

## وصلات خارجية
- أنجل تشيانغ على موقع IMDb (الإنجليزية)
- أنجل تشيانغ على موقع قاعدة بيانات الفيلم (الإنجليزية)